# 大核
大核（だいかく）とは繊毛虫の細胞にある2種類の細胞核のうち大きい方のこと。小さい方は小核という。
遺伝子発現の機能を持ち、代謝や運動など生殖以外の細胞機能を司る。
細胞分裂では核の形を保ったまま分裂（無糸分裂）する。接合の際には大核は消失し、小核の核融合により新しい大核が形成される。つまり大核は多細胞生物でいう体細胞系列に相当し、小核は生殖系列に当たる。
大核は数百個の染色体からなり、同じ染色体が約50コピーある極端な倍数体である。また大核形成の際に一部の塩基配列が除去されてつなぎ合わされ（スプライシング）、小核に保存された本来の配列とは異なる配列となっている。大核は核分裂で染色体を正確に分配する機構を持たず、大核ゲノムがいかにして維持されるかは正確には不明である。